# Sophisticated Boom Boom
Sophisticated Boom Boom – debiutancki album studyjny brytyjskiego zespołu – Dead or Alive wydany 16 kwietnia 1984 roku przez Epic Records. Album zawiera głównie elementy synth-popu i muzyki tanecznej. Znajduje się na nim pierwszy singiel zespołu, który znalazł się w pierwszej czterdziestce list przebojów, w Wielkiej Brytanii, cover utworu – „That's the Way (I Like It)” zespołu KC and the Sunshine Band. Ta piosenka wraz z „Misty Circles” znalazły się na szczycie listy przebojów Hot Dance Music/Club Play. Album odniósł niewielki sukces w Wielkiej Brytanii, gdzie osiągnął 29. miejsce na listach przebojów.
Oryginalna wersja albumu na kasecie została wydana z dwoma dodatkowymi utworami. W 2007 roku album został wydany ponownie na płycie CD przez Cherry Red Records z siedmioma dodatkowymi utworami. Zdjęcie na okładce wykonał Peter Ashworth, a inspiracją była okładka drugiego albumu studyjnego – Kate Bush – Lionheart. Oryginalny tytuł albumu brzmiał – Mad, Bad and Dangerous to Know, ale został odrzucony przez wytwórnię. Później stał się on tytułem trzeciego albumu studyjnego zespołu. Ostateczny tytuł albumu nawiązuje do utworu grupy "The Shangri-Las", "Sophisticated Boom Boom", który po raz pierwszy ukazał się na ich drugim albumie Shangri-Las-65!.

## Lista utworów
Wydanie oryginalne (1984)
| 1.  | "I'd Do Anything"            | 4:16  |
|     |                              |       |
| 2.  | "That's the Way (I Like It)" | 3:39  |
|     |                              |       |
| 3.  | "Absolutely Nothing"         | 4:21  |
|     |                              |       |
| 4.  | "What I Want"                | 5:23  |
|     |                              |       |
| 5.  | "Far Too Hard"               | 4:31  |
|     |                              |       |
| 6.  | "You Make Me Wanna"          | 2:54  |
|     |                              |       |
| 7.  | "Sit on It"                  | 3:07  |
|     |                              |       |
| 8.  | "Wish You Were Here"         | 5:21  |
|     |                              |       |
| 9.  | "Misty Circles"              | 3:39  |
|     |                              |       |
| 10. | "Do It"                      | 3:53  |
|     |                              |       |
|     |                              | 41:04 |
|     |                              |       |

## Personel
Dead or Alive
- Pete Burns – wokal
- Mike Percy – gitara basowa
- Tim Lever – instrumenty klawiszowe
- Steve Coy – perkusja
- Wayne Hussey – gitara (niewymieniony na okładce albumu)

Dodatkowi muzycy
- Jackie Challenor – wokal wspierający
- Lorenza Johnson – wokal wspierający
- Mae McKenna – wokal wspierający
- Kick Horns – rogi
- Caroline's Quartet – instrumenty smyczkowe

Produkcja i grafika
- Zeus B. Held – producent; mikser
- Dead or Alive – producent
- Tim Palmer – inżynier; mikser
- Chris Sheldon – inżynier
- Peter Ashworth – fotografia